# Cá hoàng đế sọc lùn
Cá hoàng đế sọc lùn (tên khoa học Apistogramma bitaeniata) là loài thuộc cá nước ngọt benthopelagic ở Nam Mỹ.
Đây là loại cá Hoàng đế lùn làm cá cảnh phổ biến.